# Linda Martell
 (mai 2025).
La mise en forme du texte ne suit pas les recommandations de Wikipédia : il faut le « wikifier ».
Les points d'amélioration suivants sont les cas les plus fréquents. Le détail des points à revoir est peut-être précisé sur la page de discussion.
- Les titres sont pré-formatés par le logiciel. Ils ne sont ni en capitales, ni en gras.
- Le texte ne doit pas être écrit en capitales (les noms de famille non plus), ni en gras, ni en italique, ni en « petit »…
- Le gras n'est utilisé que pour surligner le titre de l'article dans l'introduction, une seule fois.
- L'italique est rarement utilisé : mots en langue étrangère, titres d'œuvres, noms de bateaux, etc.
- Les citations ne sont pas en italique mais en corps de texte normal. Elles sont entourées par des guillemets français : « et ».
- Les listes à puces sont à éviter, des paragraphes rédigés étant largement préférés. Les tableaux sont à réserver à la présentation de données structurées (résultats, etc.).
- Les appels de note de bas de page (petits chiffres en exposant, introduits par l'outil «  Source ») sont à placer entre la fin de phrase et le point final[comme ça].
- Les liens internes (vers d'autres articles de Wikipédia) sont à choisir avec parcimonie. Créez des liens vers des articles approfondissant le sujet. Les termes génériques sans rapport avec le sujet sont à éviter, ainsi que les répétitions de liens vers un même terme.
- Les liens externes sont à placer uniquement dans une section « Liens externes », à la fin de l'article. Ces liens sont à choisir avec parcimonie suivant les règles définies. Si un lien sert de source à l'article, son insertion dans le texte est à faire par les notes de bas de page.
- La présentation des références doit suivre les conventions bibliographiques. Il est recommandé d'utiliser les modèles {{Ouvrage}}, {{Chapitre}}, {{Article}}, {{Lien web}} et/ou {{Bibliographie}}. Le mode d'édition visuel peut mettre en forme automatiquement les références.
- Insérer une infobox (cadre d'informations à droite) n'est pas obligatoire pour parachever la mise en page.

Pour une aide détaillée, merci de consulter Aide:Wikification.
Si vous pensez que ces points ont été résolus, vous pouvez retirer ce bandeau et améliorer la mise en forme d'un autre article.
Pour les articles homonymes, voir Martell (homonymie).
Linda Martell, née Thelma Bynem le 4 juin 1941, est une chanteuse américaine. Elle est la première artiste noire à avoir connu un succès commercial dans le domaine de la musique country et la première à jouer au Grand Ole Opry. Martell a ainsi contribué à influencer la carrière des futurs artistes racisés de Nashville,.
Née et élevée en Caroline du Sud, Martell a grandi en écoutant de la musique country, du gospel et du R&B. À l'adolescence, elle a formé un trio avec sa famille intitulé Linda Martell and the Anglos. Au cours des années 1960, le groupe a enregistré plusieurs singles R&B et a chanté aux côtés d'autres artistes Noirs. Cependant, le groupe n'eut que peu de succès et se sépara rapidement. Se produisant par la suite en solo, Martell a été découverte en chantant de la musique country sur une base aérienne. Cela l'a amenée à rencontrer le producteur Shelby Singleton, qui l'a signée sur son label de Nashville en 1969. La même année, le label sort sa reprise country de « Color Him Father ». La chanson est devenue l'un des 25 meilleurs singles du Billboard et son premier album a suivi en 1970,.
Martell a fait plusieurs apparitions dans des programmes télévisés de musique country et a sorti deux autres singles avec Plantation. Elle a également fait sa première apparition au Grand Ole Opry à cette époque. Elle s'y produira ensuite 12 fois. À la suite d'une série de conflits commerciaux avec son manager Duke Raymer et son producteur, Martell a mis fin à son contrat d'enregistrement. Elle a ensuite pris sa retraite de l'industrie de la musique country en 1974 par manque de succès. Au cours des décennies suivantes, elle a vécu dans différents États et a continué à jouer de la musique. Pour gagner sa vie, elle a travaillé dans l'éducation publique et est retournée en Caroline du Sud dans les années 1990,.
En 2021, Martell a reçu le prix Equal Play aux CMT Music Awards. En mars 2024, Martell apparait sur deux morceaux du huitième album studio de Beyoncé, Cowboy Carter, dont « Spaghettii », qui a lui a permis sa première nomination aux Grammy Awards.

## Jeunesse
Thelma Bynem est née le 4 juin 1941. Elle est l'un des cinq enfants nés de Clarence et Willie May Bynem à Leesville, en Caroline du Sud. Son père était métayer tandis que sa mère travaillait dans un abattoir de poulets. Afin d'éviter d'avoir à participer aux tâches du métayage, Martell a appris à cuisiner pour sa famille à l'âge de sept ans. Son père était également prédicateur, ce qui a influencé ses débuts dans la musique. Elle chantait du gospel à l’église et était également attirée par la musique country. Clarence Bynem écoutait régulièrement la musique country de Hank Williams sur WLAC, une radio basé à Nashville, Tennessee. « Jusqu'à l'adolescence, nous connaissions la musique country et c'était tout », a-t-elle déclaré au Courier-Post en 1998. Martell, sa sœur et sa cousine formèrent alors un trio de chant, qu'ils appelèrent The Anglos. Le groupe jouait de la musique R&B et a chanté dans les alentours de Columbia, en Caroline du Sud. Un DJ local, Charles « Big Saul » Greene, l'a convaincue de changer son nom de Thelma Bynem à Linda Martell. « Tu t'appelles Linda Martell. Tu ressembles à Linda. Ça te va bien », lui dit Greene.

## Carrière

### 1962–1969: débuts du R&B et changement musical

#### The Anglos, The Angelos
En 1962, après un trajet en bus de huit heures pour se rendre à Muscle Shoals, en Alabama, les Anglos ont enregistré leur premier single R&B. Rebaptisé Linda Martell and the Anglos, Fire Records sort "A Little Tear (Was Falling from My Eyes)" la même année. Le single n'a pas rencontré de succès. Le groupe se produisait régulièrement sur scène. Elles ont également assuré les chœurs d'artistes R&B, tels que The Drifters et Jimmy Hughes. Linda Martell et les Anglos (parfois crédités sous le nom de « The Angelos ») ont sorti plusieurs autres singles sur le label Vee-Jay, tel que « Lonely Hours ». David Browne de Rolling Stone a qualifié la chanson de « pop de groupe de filles frémissante et mélancolique ». 
Le groupe a enregistré « Backfield in Motion » (sans lien avec la chanson de Mel &amp; Tim du même nom) qui est sorti en 1964. Cette chanson a été composée par Elzie Bynem, le frère de Linda Martell. Les enregistrements ont été diffusés par le label Tollie 9003. Lorsque sa sortie a été annoncée dans le numéro du 7 mars 1964 de Cash Box, il était indiqué que « Backfield in Motion » devait être la face A et « Bad Motorcycle » la face B. Cependant, il semble que « Bad Motorcycle » se soit avéré plus tard être la face A. "Backfield in Motion" a été sélectionné comme Newcomer Pick par Cash Box pour la semaine du 14 mars 1964. Le single avait un certain potentiel, et le critique du numéro du 14 mars de Cash Box a déclaré qu'il pourrait connaître un grand succès dans les semaines à venir. Il a été diffusé à Philadelphie et, pendant la semaine du 1er août, il était l'un des sept singles dans la section Billboard Requests and Good Programming de la liste « Analysis of Philadelphia Market » de Georgie Woods et Jimmy Bishop de WDAS. La chanson a été reprise par Joe South and the Believers et publiée sur le label Columbia. Le compositeur crédité pour cette reprise était L. Martell, qui est censé être son frère Elzie alias Lee Martell. Il est intéressant de noter que l'autre groupe de Joe South, The Chips, avait enregistré pour le label Tollie. 
Le groupe s'est séparé après le mariage de sa cousine. Sa sœur a quitté le groupe peu de temps après et Martell s'est produite en solo pour la première fois de sa carrière. Pendant plusieurs années, elle a continué à chanter de la musique R&B.

#### Autres activités
Alors qu'elle chantait sur une base aérienne de Caroline du Sud, William « Duke » Rayner, un vendeur de meubles originaire de Nashville a entendu Martell chanter des chansons country. Il a proposé d'organiser la réalisation d'un disque de démonstration, mais Martell a d'abord décliné son offre, pensant qu'il s'agissait d'un « cinglé ». Cependant, après beaucoup d'encouragements, Martell accepta sa proposition et Rayner devint son manager. Avec le récent succès de Charley Pride dans la musique country, Rayner pensait que Martell pourrait être acceptée au sein de cette industrie. « Je me suis dit que si je pouvais trouver une fille de couleur capable de chanter de la country et du western, j'aurais vraiment quelque chose », a-t-il déclaré à Ebony en 1970. Elle s'est ensuite envolée pour Nashville où elle a rencontré la productrice Shelby Singleton. En présence de Rayner, Martell a enregistré une démo. Elle a également rencontré Singleton qui l'a convaincue d'enregistrer en tant que chanteuse country. Martell a été surprise par le choix de ce style de musique. « J'étais un peu choquée ! Je faisais surtout de la pop. Mais il m'a dit : "Tu dois faire de la country" », a-t-elle confié à Rolling Stone en 2020. 

### 1969–1974: Succès dans la musique country
Le 15 mai 1969, Martell signe un contrat de management avec Rayner et signe avec le label Plantation de Singleton le lendemain. Martell n'appréciait pas la plaque signalétique Plantation, dont le nom dérive des plantations dans lesquelles étaient exploités les esclaves du Sud américain. Cependant, elle sentait qu’elle n’avait pas d’autre choix que de l’accepter. Peu de temps après sa signature, Singleton a trouvé des chansons pour que Martell puisse enregistrer pour le label. Parmi les premiers disques qu'il a trouvés se trouvait « Color Him Father », une chanson pop alors récente des Winstons. Elle a enregistré la chanson (et dix autres morceaux) en une seule séance de travail de 12 heures. La chanson est sortie comme premier single de Martell sur Plantation en juillet 1969. Elle a atteint la 22e place du classement Billboard Hot Country Songs. Elle a été suivie par l'interprétation de Martell de « Before the Next Teardrop Falls », qui fut plus tard reprise par Freddy Fender. La version de Martell a atteint la 33e place du classement country du Billboard en 1970. En août 1970, son premier album est sorti sur Plantation Records intitulé Color Me Country. Le disque a atteint la 40e place du classement Billboard Top Country Albums. L'album reçu de bonnes critiques de la part de Billboard en 1970, qui a trouvé son style de chant country authentique. Au cours des années suivantes, AllMusic a attribué au disque trois étoiles et demie avec des commentaires similaires Son dernier single classé, intitulé « Bad Case of the Blues », est sorti à peu près à la même époque,.
Avec son nouveau succès, Martell a été embauchée par l'agent Hubert Long, qui a aidé à organiser plusieurs opportunités de spectacle. Elle a rapidement fait des apparitions à la télévision dans The Bill Anderson Show et Hee Haw en 1970. Elle a également fait ses débuts à la radio Grand Ole Opry après que Rayner ait joué son dernier disque à un responsable de la compagnie. Avec ses débuts à l'Opry, elle est devenue la première artiste noire à jouer dans ce spectacle et s'y est produite 12 fois au total,. Dans le sud des États-Unis, elle a été commercialisée comme la « première artiste country Noire féminine » et a participé à des spectacles avec les artistes country Waylon Jennings et Hank Snow. Martell a rappelé plus tard que jouer en tant qu'artiste country Noire était souvent un défi. Elle se souvient avoir été raillée par le public blanc, qui criait souvent des insultes racistes pendant qu'elle se produisait. « Vous allez tomber sur des chahuteurs, et c'est ce qui s'est passé... Vous vous êtes senti vraiment mal », a-t-elle déclaré à Rolling Stone. 
Au fur et à mesure que la carrière de Martell dans la musique country progressait, « les moqueries ont diminué mais n'ont jamais complètement disparu », selon Rolling Stone. Les insultes ont continué à provoquer des conflits professionnels chez Martell, mais elle a néanmoins continué à se produire. Elle a également été confrontée à d’autres conflits professionnels. En mai 1970, Rayner l'a poursuivie en justice parce qu'il pensait mériter une commission plus élevée. Singleton a contribué à détourner l’attention du procès. Singleton a également informé Martell qu'il ne ferait pas autant de promotion pour elle car il avait constaté que sa collègue du label, Jeannie C. Riley, vendait plus de disques. Martell a ensuite quitté son contrat avec Plantation et a enregistré plusieurs morceaux pour un autre label. Singleton l'a découvert et a menacé de poursuivre l'entreprise en justice. « Il m'a mise sur liste noire... Cela a ruiné ma réputation dans la musique country », se souvient-elle en 2020. Après plusieurs années supplémentaires de succès limité, Martell a finalement choisi de se retirer de l'industrie musicale de Nashville.

### 1975–présent: Autres opportunités musicales et changement de carrière
Après avoir quitté Nashville, Martell est resté actif dans d’autres secteurs de la musique. Pendant environ deux décennies, elle a chanté dans de petits clubs dans différentes régions des États-Unis, y compris la Californie, la Floride et la ville de New York. Dans ces différents endroits, Martell a occupé divers emplois, notamment celui d'animatrice sur un bateau de croisière. Elle a également ouvert un magasin de disques. En 1991, elle retourne en Caroline du Sud pour se rapprocher de ses enfants. Pour mieux gagner sa vie, elle est devenue conductrice de bus pour le district scolaire de sa région d'origine. Elle a également continué à jouer dans un groupe le week-end. Ils ont animé des événements tels que des réunions de famille, des mariages et des célébrations de fraternité. Alors que de nombreux habitants de son quartier n’étaient pas au courant de son succès passé, ses collègues de son école, eux, l’étaient. Lors d'une assemblée de lycée, une directrice a évoqué ses travaux antérieurs : « D'autres étudient l'histoire des Noirs. Nous avons l'histoire des Noirs ici même, dans notre propre école. » 
Au milieu des années 2000, Martell a pris sa retraite de l'école publique et s'est produite pour la dernière fois en public en 2011 avec son groupe, Eazzy. En janvier 2014, l'émission de télévision suédoise intitulée Jills veranda – Nashville (traduit par Jill's Porch – Nashville ) a documenté la recherche et l'interview de Martell. Les animateurs de l'émission se sont rendus en Caroline du Sud pour rencontrer Martell, discuter de sa musique et des raisons pour lesquelles elle a abandonné sa carrière de chanteuse. Les animateurs ont également interprété certaines de ses chansons avec Martell,. Elle est devenue un sujet de conversation en 2020 après que l'artiste country Rissi Palmer a nommé son podcast Apple Music d'après l'album de Martell de 1970, Color Me Country. Elle soutient également les voix sous-représentées des artistes BIPOC dans la musique country grâce au Color Me Country™ Artist Grant Fund. En 2021, une campagne GoFundMe a été lancée par la petite-fille de Martell pour créer un documentaire sur sa carrière et ses difficultés en tant qu'artiste Noire à Nashville,.
En 2024, Martell apparait sur le huitième album studio de Beyoncé, axé sur la country, Cowboy Carter. Elle fait deux apparitions en spoken word sur les morceaux « Spaghettii » et « The Linda Martell Show ». Sur Instagram, Martell a commenté : « Je suis fière que @beyonce explore ses racines country. Ce qu'elle fait est magnifique, et je suis honoré d'en faire partie. C'est Beyoncé, après tout ! » Lors de la 67e cérémonie annuelle des Grammy Awards, « Spaghettii » a reçu une nomination pour la meilleure performance de rap mélodique, devenant la première nomination de Martell à cette cérémonie.

## Style et influences
Le style musical de Martell combinait des éléments de musique country, gospel et R&B. Les auteurs du magazine Ebony ont décrit sa voix comme ayant une « âme émotionnelle et qui a des tripes », tout en ayant un « fond riche en gospel et en rhythm and blues ». Martell elle-même a établi des liens similaires lorsqu'elle a discuté de la façon dont elle a abordé l'enregistrement de « Color Him Father » en studio. L'auteur David Browne a commenté qu'elle avait interprété la chanson dans une performance « à la fois country et R&B ». En évoquant son style country, Martell a expliqué l'aspect narratif du genre : « La musique country raconte une histoire… Quand on choisit une chanson et qu'on la ressent, c'est ce qui me donnait une grande satisfaction. J'ai composé beaucoup de chansons country, et je les ai toutes adorées. Parce qu'elles racontent une histoire. » Katie Moulton, de l'Oxford American, a également souligné l'intonation country de Martell dans un article. Moulton a également comparé sa prestation musicale à celle de chanteurs de torch comme Dusty Springfield et Dinah Washington.
Martell a été l'un des premiers artistes Noirs de la musique country à connaître un succès commercial,. Sa carrière dans la musique country a contribué à inspirer la carrière d'autres artistes Noirs de l'industrie, notamment Kane Brown et Mickey Guyton. En 2020, Guyton se souvient avoir cherché sur Internet des « chanteuses country Noires » et avoir été surpris de trouver la musique de Martell. « Je ne savais même pas qu'elle existait... Je me suis sentie vraiment mal quand j'ai découvert que je ne la connaissais pas », a-t-elle raconté. Brown a exprimé la même opinion : « La couleur était importante à l’époque. Ça l'est toujours aujourd’hui, mais c’était pire à l’époque. Elle était si courageuse. » Rissi Palmer, artiste country Noire, a déclaré à NPR qu’en créant son podcast de 2020, elle « rendait hommage à la fondation sur laquelle ma maison est construite, et c’est Linda Martell. »
Martell a été honorée du prix Equal Play aux CMT Music Awards 2021. Ce prix a été décerné pour reconnaître son travail en tant qu'interprète féminine Noire dans la musique country. Un hommage a été rendu lors de l'émission par Darius Rucker, Carrie Underwood, Rissi Palmer, Rhiannon Giddens, Jennifer Nettles et Mickey Guyton.

## Vie personnelle
Linda Martell est mariée deux fois. À 19 ans, elle épouse le batteur Clark Thompson. Le couple a trois enfants. En 1966, le couple se sépare et elle se remarie plus tard avec le propriétaire d'entreprise Ted Jacobs. Ted Jacobs est également père d'un enfant de son premier mariage et la famille vit à Nashville pendant qu'elle signe un contrat chez Plantation Records. Elle discute de sa vie de famille avec le magazine Ebony en 1970, expliquant les défis associés au fait d'être une artiste itinérante tout en étant une épouse et une mère et indique « J'ai l'habitude de passer du temps avec ma famille ».
Après avoir quitté l'industrie de la musique country, le couple se sépare. Elle entame alors une relation amoureuse avec le partenaire commercial de son ex-mari. Ensemble, le couple voyage et vit dans plusieurs États avant qu'elle ne retourne en Caroline du Sud. En 2004, on lui diagnostique un cancer du sein et elle subit une radiothérapie. Après s'être complètement rétablie, elle emménage ensuite avec l'un de ses enfants en Caroline du Sud.

## Discographie

### Albums
Color Me Country est un LP sorti en août 1970 chez le label Plantation. Il atteint la 40e place du classement Billboard Top Country Albums.

### Singles
| Titre                                                                                               | Année | Position dans les classements | Album            |
| Titre                                                                                               | Année | US Country                    | Album            |
| --------------------------------------------------------------------------------------------------- | ----- | ----------------------------- | ---------------- |
| A Little Tear (Was Falling from My Eyes)                                                            | 1962  | —                             |                  |
| Lonely Hours                                                                                        | 1963  | —                             |                  |
| Color Him Father                                                                                    | 1969  | 22                            | Color Me Country |
| Before the Next Teardrop Falls                                                                      | 1969  | 33                            | Color Me Country |
| Bad Case of the Blues                                                                               | 1970  | 58                            | Color Me Country |
| You're Crying Boy, Crying                                                                           | 1970  | —                             | Color Me Country |
| « — » désigne un enregistrement qui n'a pas été classé ou qui n'a pas été publié sur ce territoire. |       |                               |                  |

### Autres apparitions
| Titre                  | Année | Autre(s) artiste(s) | Album         | Ref. |
| ---------------------- | ----- | ------------------- | ------------- | ---- |
| Spaghettii             | 2024  | Beyoncé Shaboozey   | Cowboy Carter |      |
| The Linda Martell Show | 2024  | Beyoncé             | Cowboy Carter |      |

## Récompenses et nominations
| Année | Travail nommé                                          | Catégorie                                             | Résultat   |        |
| ----- | ------------------------------------------------------ | ----------------------------------------------------- | ---------- | ------ |
| 2021  | Elle même                                              | Prix de la musique CMT Prix Equal Play                | Lauréat    | [ 29 ] |
| 2025  | "Spaghettii" (Beyoncé avec Linda Martell et Shaboozey) | Grammy Award de la meilleure prestation rap mélodique | Nomination |        |
| 2025  | "Color Me Father"                                      | Grammy Hall of Fame Awards                            | Lauréat    |        |